# Jan Kaus

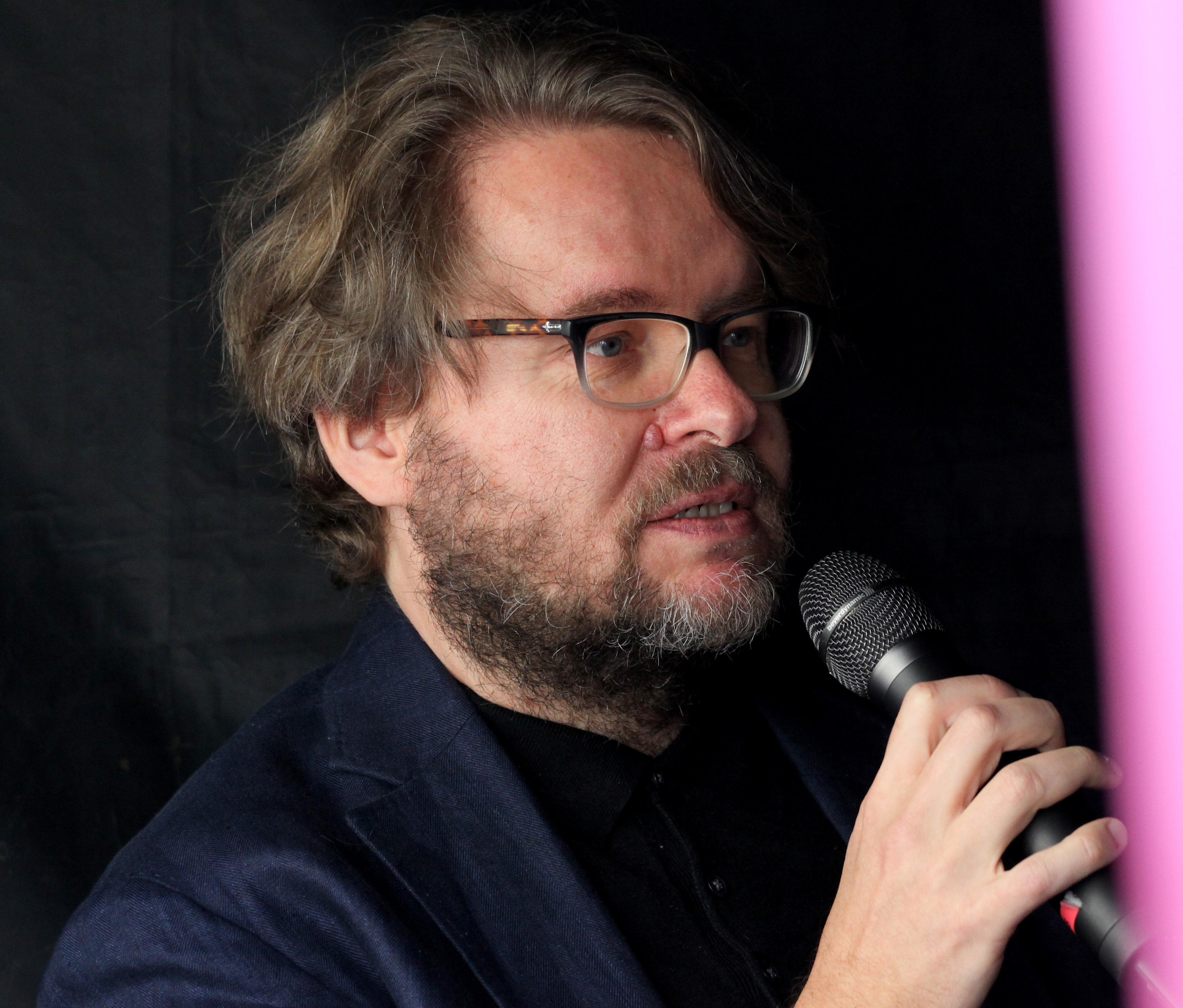
Jan Kaus (2021)

Jan Kaus (ur. 22 stycznia 1971 w Aegviidu) – estoński pisarz, poeta, eseista, publicysta, krytyk literacki, tłumacz i muzyk. Członek Związku Pisarzy Estońskich, współzałożyciel i organizator międzynarodowego festiwalu literatury HeadRead.
Laureat Noore kultuuritegelase preemia – nagrody dla młodych artystów przyznawanej przez prezydenta Estonii i fińskiej nagrody Ponkala Fondi preemia za tłumaczenie prozy i poezji fińskich autorów.

## Życiorys

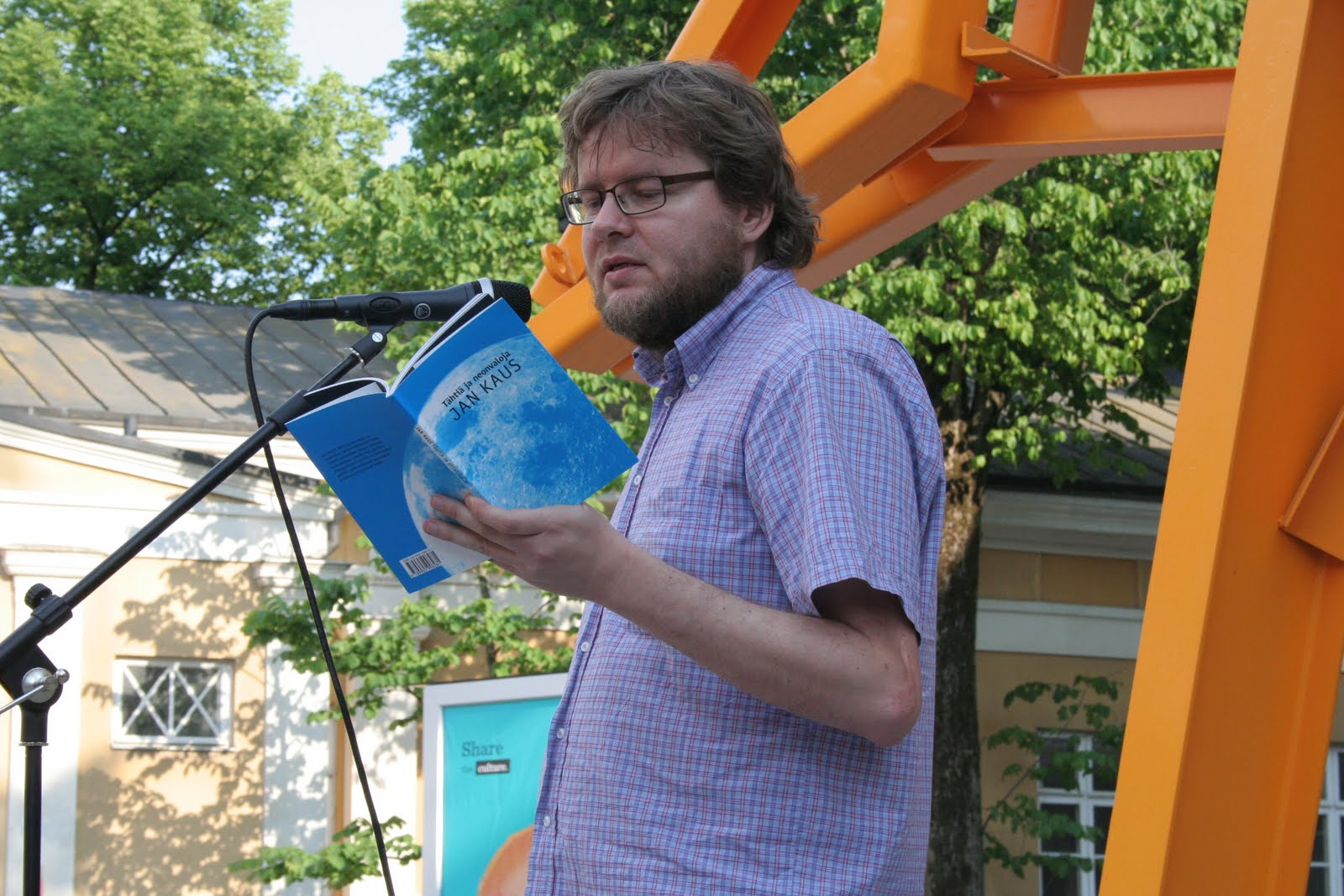
Jan Kaus, 2011

Jan Kaus urodził się w Aegviidu, studiował pedagogikę i filozofię w Tallinie. W 1995 roku zdał egzamin nauczycielski. W latach 1998–2001 był redaktorem estońskiego tygodnika literackiego „Sirp”. W latach 2004–2007 był przewodniczącym Estońskiego Związku Pisarzy (Eesti Kirjanike Liit). Od 2007 roku ponownie pracował w Sirp.
Kaus pracuje jako pisarz poezji i prozy oraz publicysta, krytyk literacki, eseista, artysta wizualny, gitarzysta i tłumacz z angielskiego i fińskiego na estoński. Opublikował kolekcje poezji, opowiadań, miniatur, esejów i kilka powieści. Oprócz pisania jest aktywnie zaangażowany w planowanie i promowanie estońskich wydarzeń literackich. Jest współzałożycielem i organizatorem corocznego międzynarodowego festiwalu literatury HeadRead w Tallinie.
Gra na gitarze, klawiszach i basie w niezależnym zespole Jan Helsing, który do tej pory wydał dwa albumy. Ściśle współpracował z estońskim kompozytorem Märtem-Matisem Lillem, pisząc teksty do jego utworów oraz libretta do dwóch oper. W 2018 roku, z inicjatywy Kausa, zespół autorów i aktorów przygotował spektakl Stiiliharjutused oparty na dziele francuskiego pisarza i poety Raymond Queneau Ćwiczenia stylistyczne. Na scenie występował także Kaus.

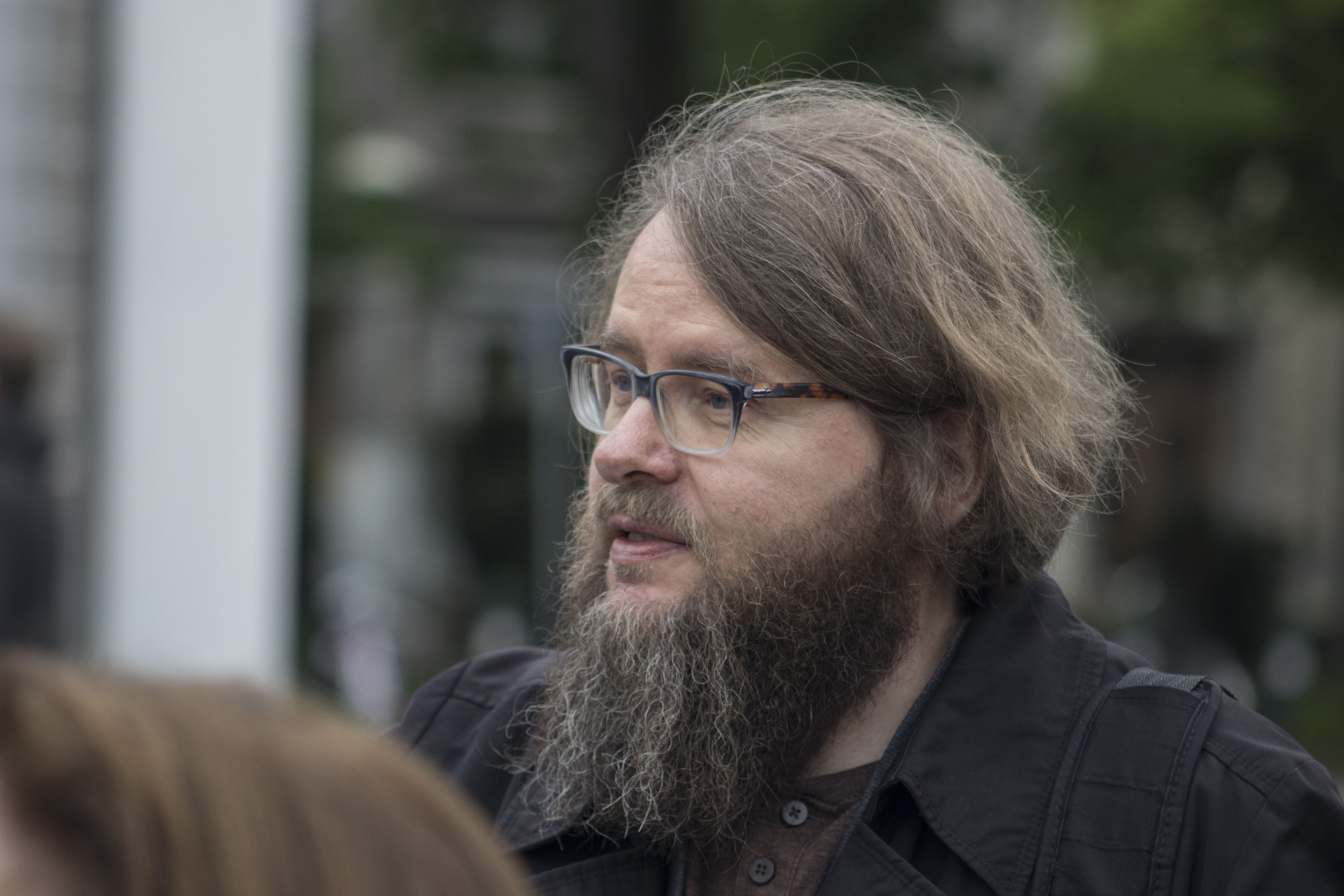
Jan Kaus, 2019

Pisarz zasiadał w zarządach kilku estońskich teatrów i jest członkiem Estońskiego Związku Krytyków Filmowych. Pisze artykuły i eseje na temat literatury, a także na tematy filozofii, polityki, sztuk wizualnych, architektury, teatru, filmu i muzyki. Za swoją twórczość otrzymał wiele nagród. W 2003 roku otrzymał fińską nagrodę im. Erkki Wilho Ponkala za tłumaczenie powieści Jari Tervo oraz wierszy Tapani Kinnuse i Timo Lappalaise.
Proza Kausa została przetłumaczona na język fiński, angielski, szwedzki, rosyjski, niemiecki, węgierski i rumuński. Redagował antologię prozy i poezji estońskiej, a także jest ilustratorem książek wydanych przez innych autorów, m.in. Fagira D. Morti i Triin Soomets. W 2019 roku otrzymał prestiżową Nagrodę im. Friedeberta Tuglasa za najlepsze opowiadanie w 2018 roku.

## Nagrody
- 2001 Loomingu kriitikapreemia
- 2003 Noore kultuuritegelase preemia
- 2003 Ponkala Fondi preemia
- 2007 stypendium Ela ja sära
- 2007 Eduard Vilde nimeline kirjandusauhind
- 2015 Tallinna ülikooli kirjandusauhind
- 2015 Eesti Kultuurkapitali kirjanduse sihtkapitali aastaauhind
- 2018 Eesti teatri aastaauhindade muusikaauhind
- 2019 Nagroda im. Friedeberta Tuglasa

## Wybrane dzieła

### Poezja
- Öösel näeb halvemini kui päeval, 1994, pod pseudonimem Kalle Kilokalor
- Õigem Valem – razem z Juku-Kalle Raidi, Kalju Kruusa i Fagira D. Mortiga, 2000
- Enam Vähem – razem z Juku-Kalle Raidi, Kalju Kruusa i Fagira D. Mortiga, 2003
- Aeg on vaha, 2005
- Asjaõigusest – razem z Indrek Koffiga, 2012
- Vasaraheitja, 2013

### Opowiadania i miniatury
- Üle ja ümber, 2000
- Õndsate tund, 2003
- Miniatuurid, 2009
- Tallinna kaart, 2014

### Powieści
- Maailm ja mõni, 2001
- Tema, 2006
- Hetk, 2009
- Koju, 2012
- Ma olen elus, 2014

### Tłumaczenia
- Jari Tervo, Minu suguvõsa lugu, 2002
- Sofi Oksaneni, Puhastus, 2009
- Riikka Pulkkineni, Tõde, 2011
- Sofi Oksaneni, Kui tuvid kadusid, 2012
- Jari Tervo, Layla, 2013
- Tommi Kinnuneni, Nelja tee rist, 2015
- Selja Ahava, Taevast pudeneb asju, 2018

### Antologie
- Vaikuste varjus, 2003
- See sama soolane meri, 2005
- Ajattelen koko ajan rahaa. Kivikovaa virolaista runoutta, 2006

### Ilustrator
- Fagira D. Morti, Normaalsuse etalon, 2001
- Triin Soomets, Varjatud ained, 2009
- Triin Soomets, Asjade omadused, 2013